# Triollo
Triollo es un municipio, una pedanía y una localidad española en la comarca Montaña Palentina de la provincia de Palencia, en la comunidad autónoma de Castilla y León.

## Geografía
El término municipal comprende las pedanías de La Lastra, Vidrieros y Triollo. Tiene una extensión de 63,29 km², una población de 70 habitantes (INE 2007) y una densidad de 1,12 hab/km².

## Demografía

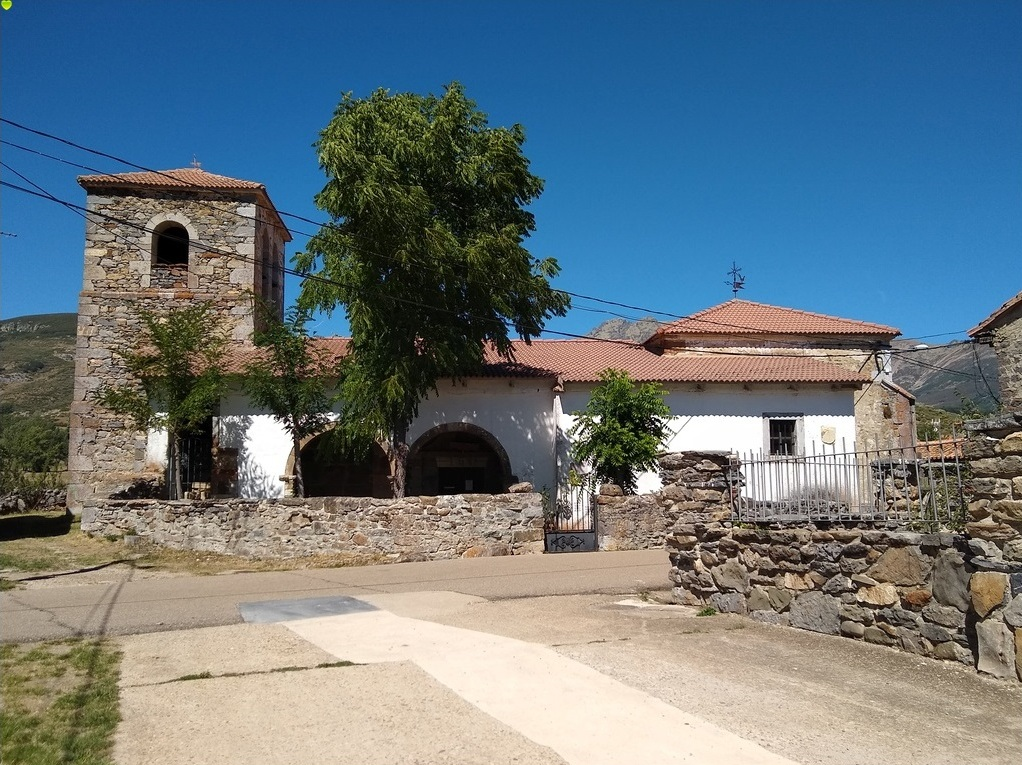
Iglesia de El Salvador

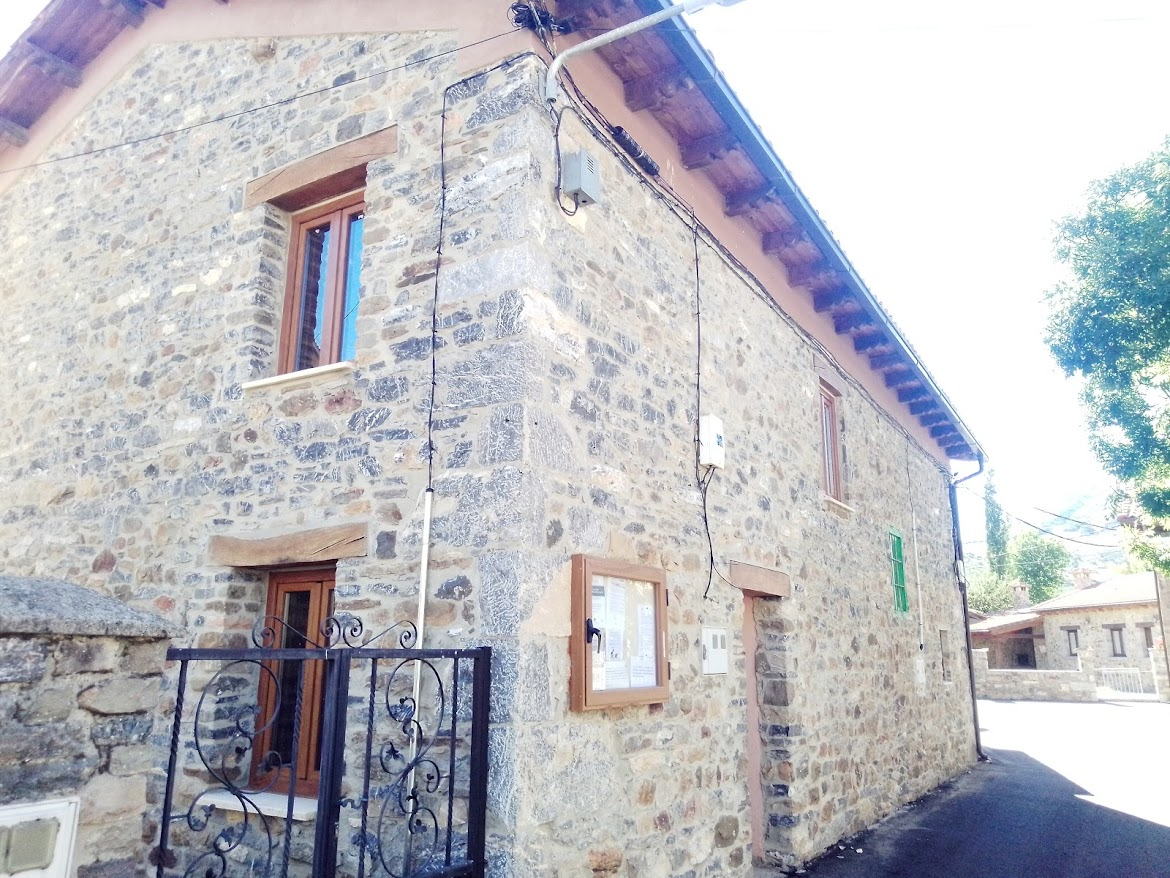
Casa consistorial

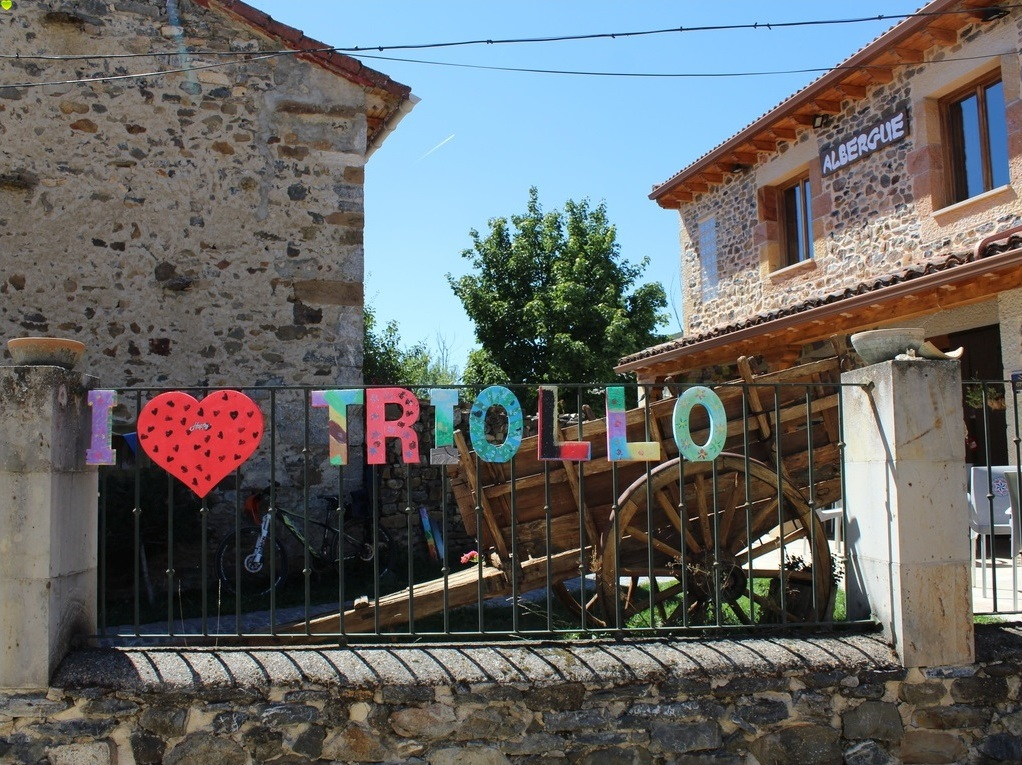
Mesón Albergue Curavacas

Cuenta con una población de 74 habitantes (INE 2024).
| Gráfica de evolución demográfica de Triollo entre 1842 y 2021 |
| |
| Población de derecho según los censos de población del INE Población de hecho según los censos de población del INEEntre el censo de 1857 y el anterior, crece el término del municipio porque incorpora a 345049 (La Lastra) y 345138 (Vidrieros) |

## Cultura

### Festividades
La fiesta tradicional del pueblo de Triollo es el día 29 de junio, día de San Pedro, celebrada con matanza y bailes desde tiempos remotos.